# カンディル
カンディル (Candiru) は、ナマズの仲間で、アマゾン川など南アメリカの熱帯地方に生息する肉食淡水魚の種の総称である。セトプシス（ケトプシス）科およびトリコミュクテルス科がこれに属する。狭義のカンディルとしてトリコミュクテルス科のVandellia cirrhosa、もしくはVandellia亜科に属するナマズのみを指す場合もあるが、トリコミュクテルス科およびセトプシス科全体をカンディルと呼ぶのが一般的である。日本ではカンジェロ、カンジル、カンジルーとも表記される。

## 生態
銀色の10cmほどの小魚だが、生育すると30cmほどに達する個体もいる。カンディルには、自身よりも大きな魚のエラなどから細い体を潜り込ませて体の内側を捕食するものや、直接他の生きた魚や死魚の体表を食い破り肉を食すものが存在する。性質は獰猛で、獲物に集団で襲いかかる。カンディルのヒレには侵入した獲物から離れないように返し針のようなトゲがあり、無理に引き離そうとすると肉を切り裂いてしまうため、生息地の人々には毒針を持つ淡水エイと並び、ピラニア以上に恐れられている。その体型と習性から、女性の膣に侵入した事例が報告されている。
種類によっては、砂の中の微生物を食べて生きる比較的おとなしいものも存在する。

## 主な種類

### トリコミュクテルス科
バンデッド・カンディル
学名：Pseudostegophilus nemurus
全長10cmほどで、黄土色の体に黒い縞模様が入るのが外見的な特徴である。エラに侵入するタイプの典型として、頭部が押しつぶしたように平たくなり、他の魚の体内へ入り込みやすくなっている。
カンディル
学名：Vandellia cirrhosa
全長17cmほどで、メタリックブルーの体色が外見的な特徴である。カンディルの中でも代表的な種として知られ、プレクトチルス・エリスルルスとも呼ばれる。
南米クリスタルキャット
学名：Tridensimilis brevis
全長3cmほどの小型種で、透明感のある見た目が外見的な特徴である。

### セトプシス科
ブルー・カンディル
学名：Cetopsis coecutiens
全長20cmほどの大型のカンディル。クジラを思わせる丸い頭部が特徴で、英語ではWhale Catfishとも呼ばれる。大型の魚や死骸の表皮を食い破り、体内に留まらず何度も引き裂くように肉を食う。人目をひく捕食形態から水族館やアクアリウムで飼育されることがあるが、エラや排泄孔から侵入するトリコミュクテルス科のカンディルと異なり、皮膚に噛み付いて直接穴を開けることがあるため、注意が必要である。
Cetopsis orinoco
学名：Cetopsis orinoco
全長10cmほどのセトプシス科の中でも小型のカンディル。アクアリウムで飼育されることがあるが、ゴールデン・カンディル、メタリックゴールデン・カンディル、オリノコホエールキャットといった名前で流通している。
Cetopsis candiru
学名：Cetopsis candiru
全長40cmほどの大型のカンディル。ブルー・カンディルと生息域が重なるが、こちらの方がより獰猛な性格で捕食行動に違いがある。人間を含む水に落ちた動物の死骸や溺れた動物に集団で襲いかかり、表皮を食い破り体内に侵入して内部から肉を食うことで知られている。アクアリウムで飼育されることがあるが、ブラウン・カンディルやピンク・カンディルといった名前で流通している。

## 男性の尿道に侵入するという風聞
19世紀の探検家が報告して以来、次のような風聞がある。
カンディルは、ほかの魚が排出したアンモニアに反応するため、時には人間も襲うことがあり、肛門や尿道から膀胱などの内臓にまで侵入された際には、切開による除去手術が必要となる。
実際には、カンディルが男性の尿道に侵入したところが目撃されたことはない。Stephen Spotteの研究によれば、カンディルはアンモニアなどの化学物質には反応せず、視覚で獲物を探す。カンディルに関する文献を調査したIrmgard Bauerは、カンディルの生息域とその地域の人口を考えれば、危険性はないと結論している。1997年にはマナウスでカンディルが尿道に侵入した男性患者を処置したという医学論文が1件あるが、その執筆者を訪れたSpotteはその報告を疑わしいものとしている。
アニマルプラネットの番組『怪物魚を追え！ S1 アマゾンの殺人魚』では、番組ホストのジェレミー・ウェイドが実際に尿道に侵入された男性との対面に成功し、病院において内視鏡で取り出され、ブラジル国立アマゾン研究所にてホルマリン漬けで保存された個体標本が登場する。またカンディルを取り出す時に撮影された内視鏡カメラの映像もポルトガル語題名のyoutube動画として存在する。